# Maclurolyra
Maclurolyra Calderon & Soderstr. é um género botânico pertencente à família Poaceae.